# Desert Rose (Sting)
Desert Rose è un singolo del cantautore britannico Sting, pubblicato il 1º gennaio 2000 come secondo estratto dal sesto album in studio Brand New Day.
Il singolo ha visto la collaborazione del cantante algerino Cheb Mami.
Il singolo ha ottenuto grande successo, posizionandosi al terzo posto in Svizzera, al quarto in Italia, al quindicesimo nel Regno Unito, e al diciassettesimo negli Stati Uniti.
Sulla scia dell'interesse pre-11 settembre per le culture latine e arabe, la canzone è popolare per il duetto fra Sting ed il cantante algerino Cheb Mami, che conferisce al brano una particolare atmosfera di etnicità.

## Composizione
Il testo della canzone è ispirato al romanzo Dune di Frank Herbert, da cui nel 1984 era stato tratto un adattamento cinematografico nel quale Sting interpretava il ruolo del malvagio Feyd-Rautha Harkonnen. Sia il film che il libro, che di conseguenza questo brano fanno utilizzo della lingua araba e di immagini riferite alla fauna del deserto.

## Contenuto
Sting ha rivelato alla CNN che la canzone era incentrata su un "desiderio - romantico, filosofico desiderio."

## Video musicale
Il videoclip della canzone vede Sting in viaggio attraverso il deserto del Mojave all'interno di una Jaguar S-Type, prima di arrivare in un night club per eseguire il brano con Cheb Mami. Finita la realizzazione del video, il manager di Sting, Miles Copeland III, ha proposto al cantante una collaborazione con la Jaguar, che si è concretizzata nella campagna pubblicitaria televisiva del 2000 della casa automobilistica, che utilizzava proprio spezzoni del video Desert Rose.

## Remix e cover
Come lato B di diverse edizioni del singolo è stato utilizzato un remix club della canzone, realizzato da Victor Calderone. Un'altra versione remixata del pezzo appare in una versione alternativa del video musicale, che comprende alcuni filmati sessualmente espliciti, ai quali ha preso parte anche Ilona Staller.
Nell'ottobre 2021, il rapper palestinese Saint Levant pubblica insieme al cantante egiziano Bayou un singolo col medesimo titolo di Desert Rose, che riprende il ritornello del brano di Sting.

## Tracce
UK CD1 (497 240-2)
1. Desert Rose (versione singolo) – 3:55
2. If You Love Somebody Set Them Free (live) – 4:27
3. Fragile (live) – 4:10
4. Desert Rose (Video musicale [CD-ROM])

UK CD2 (497 241-2)
1. Desert Rose (Melodic Club Mix radio edit) – 4:47
2. Desert Rose (Melodic Club Mix) – 9:21
3. Desert Rose (Filter Dub Mix) – 5:21
4. Desert Rose (Melodic Club Mix; Video musicale [CD-ROM])

UK 12" (497 241-1)
1. Desert Rose (Melodic Club Mix)
2. Desert Rose (Filter Dub Mix)
3. Desert Rose (originale)

Edizione statunitense (0694973212)
1. Desert Rose (versione singolo) – 3:54
2. Desert Rose (Melodic Club Mix radio edit) – 4:44
3. Brand New Day (Murlyn Extended Mix) – 5:01
4. Brand New Day (Murlyn Radio Mix) – 3:54

Edizione europea (497 233-2)
1. Desert Rose (radio edit) – 3:54
2. Desert Rose (Melodic Club Mix) – 9:20
3. Desert Rose (Melodic Club Mix editato) – 4:44
4. Brand New Day (Murlyn Mix) – 5:01
5. Brand New Day (Video musicale [CD-ROM])

## Classifiche

### Classifiche settimanali
| Classifica (2000)                | Posizione massima |
| -------------------------------- | ----------------- |
| Austria                          | 6                 |
| Belgio (Fiandre)                 | 11                |
| Belgio (Vallonia)                | 7                 |
| Canada                           | 2                 |
| Francia                          | 6                 |
| Germania                         | 7                 |
| Irlanda                          | 27                |
| Italia                           | 4                 |
| Paesi Bassi                      | 29                |
| Regno Unito                      | 15                |
| Stati Uniti                      | 17                |
| Stati Uniti (adult contemporary) | 22                |
| Stati Uniti (pop 100)            | 19                |
| Stati Uniti (adult top 40)       | 3                 |
| Stati Uniti (dance club play)    | 5                 |
| Svizzera                         | 3                 |

### Classifiche di fine anno
| Classifica (2000) | Posizione |
| ----------------- | --------- |
| Austria           | 27        |
| Germania          | 26        |
| Italia            | 17        |
| Stati Uniti       | 50        |
| Svizzera          | 17        |

## Nella cultura di massa
- La canzone è stata utilizzata nella soap opera brasiliana O clone.
- Durante un episodio del Saturday Night Live del 2001, Jimmy Fallon (nel ruolo di Sintg) e Rachel Dratch (nel ruolo di Cheb Mami) hanno effettuato una parodia della canzone. Lo sketch vedeva Sting che tentava di introdurre una nuova canzone, ma veniva continuamente interrotto da Mami e la sua band di supporto con Desert Rose.
- Nel film indiano Dil Chahta Hai del 2001, il protagonista interpretato da Aamir Khan può essere visto mentre ascolta la canzone dopo aver litigato con il suo migliore amico.
- Nella serie televisiva animata I Griffin, Peter acquista un CD intitolato "Sounds of the Rainforest" ("suoni della foresta pluviale") che consiste nel suono di alcuni alberi che vengono abbattuti dalle motoseghe. Nel disco si sente la voce di un lavoratore che critica l'attivismo ambientale di Sting, affermando: "Quella canzone (Desert Rose) fa schifo!"
- Il presidente statunitense Barack Obama ha in diverse occasioni sostituito la tradizionale Hail to the Chief con altre canzoni famosi, una delle quali è una versione di Desert Rose suonata da un pianista.[28]